# Kapellkrans

Tre rödmarkerade absider i en kapellkrans på en planritning över en typisk basilika.

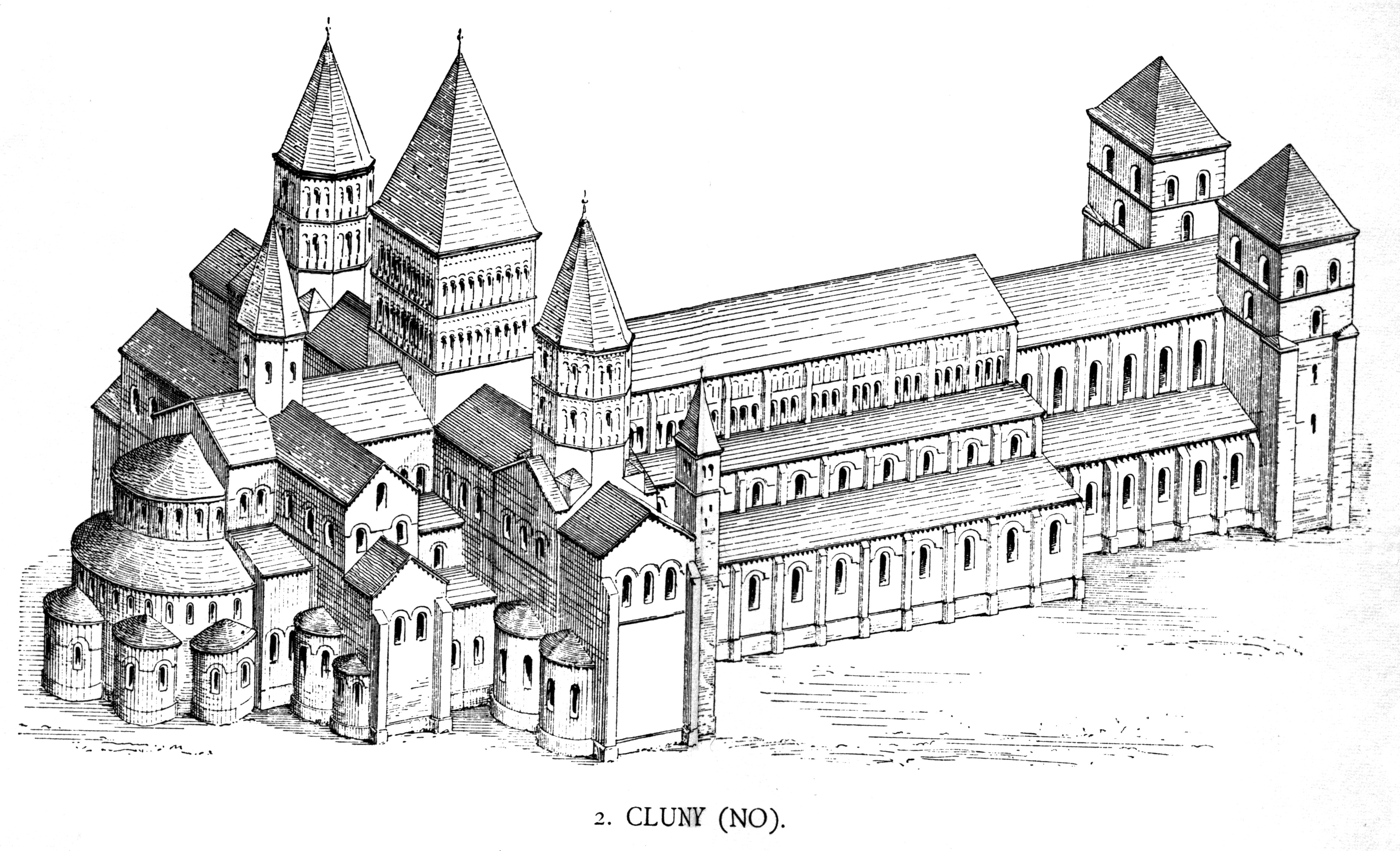
Rekonstruktion av den tredje klosterkyrkan i Cluny (1088), där man vid koret (t.v.) kan se kapellkransen.

En kapellkrans är en radialt från ett korparti utstrålande följd av mindre utbyggnader (kapell eller absidioler). De finns ofta i anslutning till en koromgång bakom själva koret, vilket framförallt förekommer inom gotiken.
Bruket av kapellkransar kom att uppstå i de kyrkor som låg längs pilgrimsvägen över Pyrenéerna till Santiago de Compostela, särskilt klosterkyrkorna i Cluny och i synnerhet den tredje, som dock förstördes 1810. I dessa kapellkransar kunde pilgrimer tillbedja olika helgon i olika absider. Trots att de främst kom till av funktionella skäl, erbjöd de även rumsliga aspekter som till stor del stimulerade arkitekterna, och som bland annat kunde leka med skalförskjutningar och ljusspelet i de olika krökta formerna.
Denna koromgång med kapellkrans blev typisk för den ibero-burgundiska arkitekturen och är ett av de mer betydande bidragen från denna tid. Systemet förekommer mycket sparsamt i Italien och Tyskland, men tog sig från Sydfrankrike till Normandie och vidare till England. Det var särskilt i Cluny som denna arkitektur kulminerade och i klosterkyrkan framträder systemet i kanske sin mäktigaste form.
Några av de mest betydande kyrkobyggnaderna är klosterkyrkan i Paray-le-Monial och pilgrimskyrkorna Sainte-Marie-Madeleine i Vézelay och Saint-Lazare i Autun. En annan betydande romansk kyrkobyggnad är Saint-Sernin i Toulouse. Kölnerdomen är ett exempel på där en kapellkrans helt omger koret.